# Jean Grossaint De la Roche-yon
Jean Grossaint De la Roche-yon, född 1713, död 1769, var en svensk arméofficer och spion. 
Han föddes i Lysekils församling. Hans föräldrar är obekräftade, men han var student vid Uppsala universitet 1731-33. 
Han var volontär vid amiralitetet 1733, volontär i fransk tjänst 1734, löjtnant vid Moritz av Sachsen regemente 1735, och tjänstgjorde i Finland 1736-43. Från 1743 till 1759 var han i dansk tjänst, där han blev överstelöjtnant och överste.
De la Roche-yon var mellan 1740 och 1743 aktiv som agitator för det pro-danska partiet mot hattregeringen. Han ska under denna tid ha fungerat som dansk agent och mutat politiker ur främst bonde- och prästståndet för en dansvänlig politik. Han bedrev också underrättelseverksamhet för dansk räkning, även i Dalarna, och upprätthöll förbindelserna mellan de upproriska dalkarlarna och den danska ambassadören under revolten 1743, som han också misstänktes ha varit delaktig i. Sedan revolten slagits ned, flydde han till Danmark, där han fick i uppgift att värva anhängare i Sverige för ett nytt kuppförsök och förbereda dalkarlarna för att stödja den norska armé som Danmark planerade att stödja upproret med. När detta misslyckades, återvände han till Danmark 1744. Den svenska regeringen krävde hans utlämning, och Danmark sände honom utomlands, där han fick leva inkognito, försörjd på den tituläranställning inom danska armén han hade fått. Sedan han bytt namn och svenskarna övertygats om att han förolyckats, kunde han leva utan risk för utlämning. 
Hans karriär som spion beskrivs som typisk för de många politiska "äventyrare" som deltog i det politiska livet under frihetstiden.